# Eusterinx vectensis
Eusterinx vectensis är en stekelart som först beskrevs av Cockerell 1921.  Eusterinx vectensis ingår i släktet Eusterinx och familjen brokparasitsteklar. Inga underarter finns listade i Catalogue of Life.